# Konservburkskatedralen

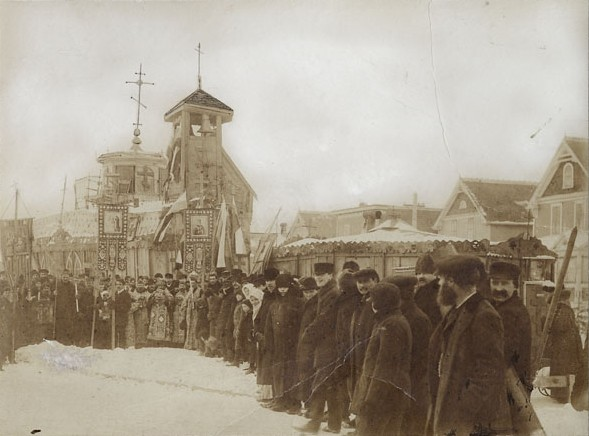
Biskop Seraphim och anhängare framför Konservburkskatedralen.

Konservburkskatedralen eller Tin Can Cathedral (Ukrainska: Бляшана Катедра) var den första självständiga ukrainska kyrkan i Nordamerika. Den utgjorde hjärtat i Seraphimite Church som grundades i Winnipeg i Kanada. Den har ingen koppling till något av kyrksamfunden i Europa. 
Ukrainska immigranter började anlända i Kanada 1891, huvudsakligen från de Österrike-Ungerska provinserna och områdena kring Bukovina och Galizien. De nyanlända från Bukovina var östortodoxa medan de från Galizien var östkatolska. I bägge fallen var det de bysantinska riterna i katolska kyrkan de var förtrogna med. År 1903 hade den ukrainska befolkningen i västra Kanada blivit stor nog för att uppmärksammas av religiösa ledare, politiker och utbildare.

## Huvudpersoner

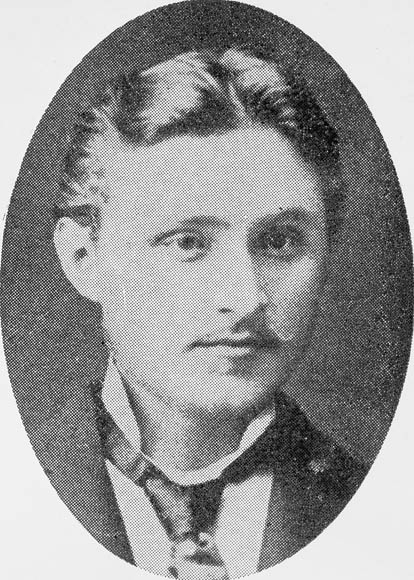
Cyril Genik (1857–1925)

Centralfiguren i den ukrainska befolkningen i  Winnipeg på den tiden var Cyril Genik (1857–1925). Han kom från Galizien, hade avlagt examen vid Ukrainas Akademiska Gymnasium i  Lviv, samt en kort tid studerat juridik vid Tjernivtsis universitet.  Genik var vän med Ivan Franko, den ukrainska författaren till ЛисМикита (Sagan om Mickel Räv) och som nominerats till nobelpriset i litteratur [källa behövs]. Frankos bitande satir om dåtidens prästerskap, samt hans socialistiska läggning delades troligen av Genik som även var bestman på Frankos bröllop. Att befria befolkningen från prästerskapet och att genomföra landreformer, var ett sätt att befria bönderna från oket av frånvarande markägare som höll kontroll på marken i samförstånd med kyrkans hierarki. Vid sin ankomst i Kanada blev Genik den förste ukrainaren som anställdes av Kanadas regering som handläggare för invandrare och han var den som förde nyanlända invandrare till respektive egendomar. Geniks kusin Ivan Bodrug (1874–1952) samt Bodrugs vän Ivan Negrich (1875–1946) kom också från byn Bereziv i kommunen Kolomyia och var utbildade förskollärare i Galizien.  Dessa tre män utgjorde kärnan av rådmännen in den ukrainska befolkningen i Winnipeg och blev kända som БерезівськаТрійця (Bereziv-triumviratet). Genik, den äldste, var den enda som redan var gift. Hans fru Pauline (född Tsurkowsky) var dotter till en präst och var en utbildad kvinna och de fick tre söner och tre döttrar.
En annan huvudperson var Bishop Seraphim, ("Metropolitan of the Orthodox Russian Church for the whole of America") vars riktiga namn var Stefan Ustvolskij. Ustvolskij blev så småningom avskedad av den heliga synoden. Men hans historia börjar när han av personliga skäl reste till berget Athos där han vigdes till biskop av den Helige Anphim som själv hävdade att han var biskop. Det misstänktes att den Helige Anphim vigde Ustvolskij för att trotsa den ryska tsaren, därför att det vid den tiden pågick det en tvist mellan den heliga synoden och tsaren om kontrollen över den ryskkatolska kyrkan.  Som vigd biskop reste Seraphim till Nordamerika och bodde en kort tid hos ukrainska präster i Philadelphia i USA. När han till sist anlände till Winnipeg i Kanada hade han inga kopplingar till den ryskkatolska kyrkan eller någon annan. Ukrainarna på prärien accepterade honom som en resande helig man, en tradition som går långt tillbaks till den tidiga kristendomen.
En annan person som medverkade i händelserna som sedan kulminerade i skapandet av Konservburkskatedralen var Seraphims assistent Makarii Marchenko. Marchenko arbetade som diakon eller kantor och hjälpte Seraphim med gudstjänsterna, som han var väl förtrogen med. Han anlände tillsammans med Seraphim från USA. Ärkebiskopen Langevin, som bodde i St. Boniface var ledare för det romerskkatolska stiftet i västra Kanada och hade direktkontakt med Påven i Rom. Han ansåg att hans präster var mer än tillräckliga för den ukrainska befolkningens behov.  Andra medverkande var dr William Patrick, rektor på Manitoba College, en presbyteriansk högskola i Winnipeg, Liberala partiet i Manitoba samt ryskortodoxa missionärer.

## Händelser
Om det var en enskild händelse som startade följande drama, så kan det ha varit när en ledamot av Manitobas lagstiftande församling, Joseph Bernier, år 1902 introducerade lagförslaget att "överföra egendomar som tillhörde den Rutenska grekisk-katolska kyrkan (rutener är en äldre benämning på ukrainare) till ett samfund som kontrollerades av den Romerska kyrkan." Ärkebiskop Langevin påbjöd att "Rutenerna måste bevisa att de var katoliker genom att överlåta egendom till kyrkan, och inte som protestanterna, till en grupp lekmän oberoende av präst eller biskop." Storleken på präriens ukrainska befolkning hade även tilldragit sig intresset från ryskortodoxa missionärer. Vid den här tiden spenderade den ryskortodoxa kyrkan 100 000 dollar per år på missionsarbete i Nordamerika. Dessutom hade den presbyterianska kyrkan blivit intresserad och bjöd in unga män från den ukrainska gemenskapen att gå på Manitoba College (idag University of Winnipeg) där särskilda kurser anordnades för unga ukrainare som ville bli lärare (och senare präster i den fristående grekisk-ortodoxa kyrkan). På flytande tyska intervjuade dr King, universitetets rektor, kandidaterna Bodrug och Negrich. Genik översatte deras skolastiska dokument från polska till engelska. De blev de första ukrainska studenterna vid ett universitet i Nordamerika – Manitoba College – som vid den här tiden var en del av University of Manitoba.
Genik, Bodrug och Negrich handlade snabbt för att befästa sin församling. De engagerade Seraphim som kom till Winnipeg i april 1903 för att grunda en kyrka som inte var beroende av någon av kyrkorna i Europa och som inte hade någon anknytning till de religiösa intressegrupper som tävlade om de nya ukrainska immigranterna på präriens själar. Till deras belåtenhet startade Seraphim en ortodoxrysk kyrka (inte ryskortodox) i vilken han utnämnde sig själv till överhuvud, och för att blidka ukrainarna fick den namnet Seraphimite Church. Han försåg församlingen med östliga riter vilket de var vana vid, och började prästviga kantorer och diakoner och "… den 13 december 1903 öppnades och invigdes offentligt av Seraphim en liten byggnad i trä för andakt på östsidan av McGregor Street, mellan Manitoba Avenue och Pritchard Avenue, som troligen kallades Den Helige Andes Kyrka." "I november 1904 började han bygga sin famösa 'konservburkskatedral’ i hörnet av King Street and Stella Avenue …" Den karismatiske Seraphim "vigde drygt 50 präster och ett antal diakoner, många av dem halvanalfabeter, som utförde präståligganden i bygderna, predikande fristående ortodoxi och förvaltarskap av kyrkans egendom. Efter två år hävdade kyrkan att den hade 60 000 anhängare …"
"På grund av diverse indiskretioner och problem med alkohol"  förlorade Seraphim det förtroende han haft hos de rådmän som bjudit in honom till Winnipeg och en kupp ägde rum genom att man lade en motion om att göra sig av med honom utan att förlora hans församling. Seraphim reste till St. Petersburg för att få ett erkännande och framtida ekonomiskt stöd från den ryska heliga synoden för sin framgångsrika Seraphimite Church. I hans frånvaro lyckades Ivan Bodrug och Ivan Negrich, som redan var såväl teologistudenter vid  Manitoba College som präster i Seraphimite Church,  erhålla garantier för en presbyteriansk finansiering av Seraphimite Church, mot att den i gengäld gradvis gick över till den presbyterianska modellen.
Sent på hösten 1904 återvände Seraphim från Ryssland, men hade inga "posobiye" (förmåner) med sig. Vid återkomsten upptäckte han bedrägeriet och exkommunicerade omedelbart alla präster som varit inblandade. Han satte in bilder på dem i de lokala tidningarna med deras namn tryckta över bröstet som om de vore kriminella.  Hans hämnd blev dock kortlivad då han fick meddelande om att han själv blivit exkommunicerad av den ryska heliga synoden: "… när den heliga synoden exkommunicerade Seraphim och alla hans präster försvann han 1908 för att aldrig mer återvända."

## Efterräkningen
I kölvattnet efter denna sociala och andliga gräsbrand som svept över prärien, reste sig ett ukrainsk-kanadensisk samhälle. 
Ivan Bodrug, en av upprorsmännen i Seraphimite Church blev överhuvud i den nya självständiga kyrkan och var en ganska karismatisk präst och predikade, på grund av det presbyterianska inflytandet, en evangelisk kristendom. Han levde till in på 1950-talet. Den självständiga kyrkans byggnader låg i hörnet av Pritchard Avenue och McGregor Street och även om den första byggnaden, den som Seraphim använde till sin första kyrka, har rivits sedan dess, står fortfarande en andra byggnad där, finansierad av presbyterianerna, mitt emot Labour Temple i Winnipegs norra delar.
Ärkebiskop Langevin ökade sina insatser att försöka assimilera det ukrainska samhället med den romersk-katolska gruppen. Han grundade Basilian Church of St. Nicholas med belgiska präster, fader Delaere m.fl., som läste mässan på fornkyrkslaviska, klädda enligt grekisk ritual och predikade på polska. Den kyrkan låg tvärs över gatan mot den självständiga ukrainsk-katolska katedralen S:t Vladimir och Olga på McGregor Street i Winnipegs norra delar. En sådan konkurrens gav bättre tillfälle för de ukrainsk-kanadensiska barnen att lära sig tala ukrainska.
Liberalerna, som var medvetna om att ukrainarna inte längre var allierade med ärkebiskop Langevin samt de romerska katolikerna som var förknippade med det konservativa partiet, trädde fram och finansierade den första ukrainska tidningen i Kanada, Kanadiskyi Farmer (Den kanadensiske lantbrukaren), vars förste chefredaktör var ingen mindre än Ivan Negrich.
Seraphim försvann 1908, men det fanns rapporter om honom i tidningen Ukrainskyi Holos ("Ukrainas röst", som fortfarande säljs i Winnipeg) att han sålde biblar till rallare i British Columbia så sent som 1913.
Cyril Genik flyttade tillsammans med sin äldsta dotter och en av sina söner till North Dakota i USA för en tid, varefter han återvände och dog 1925.
Makarii Marchenko utnämnde sig själv, efter det att Seraphim hade försvunnit, inte bara till ny biskop i Seraphimite Church, utan till ärkepatriark, ärkepåve, ärke-hetman och ärkeprins. För att inte ta några risker, eller favorisera någon, exkommunicerade han också påven och den ryska heliga synoden för att vara på den säkra sidan.  Det finns uppgifter om att han ska ha rest runt på landsbygden och predikat bland ukrainarna som kände ett stort behov av sina östliga riter så sent som in på 1930-talet.

### Fotnoter
1. 1 2  Martynowych, Orest T.  Ukrainians in Canada: The Formative Period, 1891-1924. Canadian Institute of Ukrainian Studies Press, University of Alberta, Edmonton, 1991, sid 170.
2. ↑  Franko, Ivan Jakovyč; Kurelek William, Hammar Birgitta (1980). Sagan om Mickel Räv (1. uppl.). Stockholm: Carlsen/if. Libris 7404196. ISBN 91-510-2501-9
3. ↑  Hryniuk, Stella. Dictionary of Canadian Biography Online, www.biographi.ca/EN/009004-119.01-e.php?id_nbr=8154
4. 1 2  Mitchell, Nick. Ukrainian-Canadian History as Theatre in The Ukrainian Experience in Canada: Reflections 1994, Editors: Gerus, Oleh W.; Gerus-Tarnawecka, Iraida; Jarmus, Stephan, The Ukrainian Academy of Arts and Sciences in Canada, Winnipeg, page 226
5. ↑  Mitchell, Nick. The Mythology of Exile in Jewish, Mennonite and Ukrainian Canadian Writing in A Sharing of Diversities, Proceedings of the Jewish Mennonite Ukrainian Conference, “Building Bridges", General Editor: Stambrook, Fred, Canadian Plains Research Center, University of Regina, 1999, page 188.
6. ↑  Martynowych, Orest T. Ukrainians in Canada: The Formative Period, 1891-1924. Canadian Institute of Ukrainian Studies Press, University of Alberta, Edmonton, 1991, page 184.
7. ↑  Martynowych, Orest T. Ukrainians in Canada: The Formative Period, 1891-1924. Canadian Institute of Ukrainian Studies Press, University of Alberta, Edmonton, 1991, page 189.
8. ↑  Winnipeg Tribune 25 February 1903.
9. ↑  Martynowych, Orest T. Ukrainians in Canada: The Formative Period, 1891-1924. Canadian Institute of Ukrainian Studies Press, University of Alberta, Edmonton, 1991, page 192
10. 1 2  Yereniuk, Roman, A Short Historical Outline of the Ukrainian Orthodox Church of Canada, www.uocc.ca/pdf, page 9
11. ↑  Martynowych, Orest T. Ukrainians in Canada: The Formative Period, 1891-1924. Canadian Institute of Ukrainian Studies Press, University of Alberta, Edmonton, 1991, page 190
12. ↑  Martynowych, Orest T., The Seraphimite, Independent Greek, Presbyterian and United Churches, umanitoba.ca/...canadian.../05_The_Seraphimite_Independent_Greek_Presbyterian_and_United_Churches.pdf -, page 1
13. ↑  Martynowych, Orest T., The Seraphimite, Independent Greek, Presbyterian and United Churches, umanitoba.ca/...canadian.../05_The_Seraphimite_Independent_Greek_Presbyterian_and_United_Churches.pdf -, page 2
14. 1 2 3  Bodrug, Ivan. Independent Orthodox Church: Memoirs Pertaining to the History of a Ukrainian Canadian Church in the Years 1903-1913, translators: Bodrug, Edward; Biddle, Lydia, Toronto, Ukrainian Research Foundation, 1982, page xiii
15. ↑  Bodrug, Ivan. Independent Orthodox Church: Memoirs Pertaining to the History of a Ukrainian Canadian Church in the Years 1903-1913, translators: Bodrug, Edward; Biddle, Lydia, Toronto, Ukrainian Research Foundation, 1982, page 81
16. 1 2  Mitchell, Nick. Ukrainian-Canadian History as Theatre in The Ukrainian Experience in Canada: Reflections 1994, Editors: Gerus, Oleh W.; Gerus-Tarnawecka, Iraida; Jarmus, Stephan, The Ukrainian Academy of Arts and Sciences in Canada, Winnipeg, page 229
17. ↑  Martynowych, Orest T. Ukrainians in Canada: The Formative Period, 1891-1924. Canadian Institute of Ukrainian Studies Press, University of Alberta, Edmonton, 1991, photograph 47.